# 熵 (生物學)
研究熱力學的熵量和生命演化之間的關係，大約開始於20世紀初。 1910年，美國史學家亨利·亞當斯（Henry Adams）印發給大學圖書館和歷史學教授一本小冊，A Letter to American Teachers of History，提出了依據熱力學第二定律和熵原則的歷史理論。由諾貝爾獎得主物理學家薛丁格，在1944年所撰的《生命是什麼？》促進了這個主題的研究。他原來在該書中闡說，生物攝取負熵（negative entropy，有時也稱為 negentropy）為食；但在後來改版中回應投訴，表示真正的來源是自由能。近代研究已經將這種討論，限定來源是吉布斯能，因為地球的生物過程通常發生在恆定的溫度和壓力下，譬如大氣中或在海洋底部，個別生物不能在短時間內跨越兩處生存。

## 起源
1863年，魯道夫·克勞修斯（Rudolf Clausius）出版了他著名的回憶錄《On the Concentration of Rays of Heat and Light, and on the Limits of its Action》，根據自己對熵與生命新創的概念，和威廉·湯姆遜（William Thomson）的，其中概述了初步的關係。在此基礎上，首先臆測從熱力學觀點的演化，是奧地利物理學家玻爾茲曼（Ludwig Boltzmann）。

1875年，玻爾茲曼根據克勞修斯和開爾文的研究推導：

動物為了生存而努力爭取的，並不是已經豐富供給的空氣、水分、土壤 ；也不是在任何體內大量以熱的形式存在的能量，他們為生存而爭取的負熵是，由熾熱的太陽傳遞到地球的能量所提供。

## 早期觀點
1876年，美國土木工程師理查德·西爾斯·麥卡洛克（Richard Sears McCulloh），在其熱力學教科書《熱的機械原理及其對蒸汽機的應用》中提及物質世界的規律後，指出“焦耳和卡諾的兩個陳述建立在堅實基礎上，是最普遍的命題；構成我們科目的基本定律。” 然後麥卡洛克繼續表明，這兩個定律可組合成單一的公式如下：
{\displaystyle S=\int {dQ \over \tau }}
這裡
{\displaystyle S} = 熵
{\displaystyle dQ} = 傳遞給一熱力系統的熱差量
{\displaystyle \tau } = 絕對溫度
接著他表明這兩個，即現在所稱熱力學第一和第二定律的應用範例不可勝數。然後指出：
當我們思考哪些與溫度變化相關聯的物理現象，如果有，那些是很明顯熱相關的，自然學科的分支大約都是根據重要的事實所考慮的。所以不到一個世代的短暫時空中，驚奇的熱力學已知理論被採納而普及，它已經徹底改變整體的物理科學。
麥卡洛克繼續說明這些定律在實用程度上，“更有趣的例子”。第一個舉例是生理學，其中他說“動物身體，和蒸汽機或火車頭一樣是實際的熱機，而動物進食的行為正巧類似於其它熱機燃燒燃料；兩者的化學過程都相同，稱為氧化。" 然後他一併討論了拉瓦澤對於消化、排泄和排汗循環的呼吸理論，隨後以當時發現反駁拉瓦澤，根據新的熱理論，例如內部熱量是由摩擦產生的，其中麥卡洛克指出“身體的熱量通常且均勻地擴散，而不是被集中在胸部”。然後他給了一個第二定律的例子，說明摩擦，特別在微小血管中一定會導致發熱。毫無疑問地，動物體內的部份熱量因此而產生。然後提問：“但是哪裡的能量消耗造成摩擦，並須由本身負責？”
為解答這問題，他轉向熱力學理論，鬆散地概述心臟被他認定成“力泵”，收容血液並轉送到身體各處，由威廉·哈維（William Harvey）所發現。“像引擎中活塞的作用，因此養分和排泄的循環，依賴心臟維持身體的或有機生命。” 這裡麥卡洛克的說法可能是，以著名的卡諾循環來建造模型的部份。 以他的第一定律和第二定律論述如下總結： 
所有的生命體受制於能量守恆定律，生理作用只能消耗食物產生的能量；而且動物機能的作功量，和相同食物能量可產生的功，到力竭盡之後的比較，必須產生更少熱量，區別在於精確的熱功當量。

## 負熵
而後在這個前提下，1944年著名的《生命是什麼？》一書中，諾貝爾獎得主物理學家薛丁格建構的理論，與熱力學第二定律所決定的總趨勢，相反的，生命靠著攝取負熵來減少或保持它的熵。但在第6章，對負熵這個術語解釋他的用法：
讓我先說幾句，如果我只顧及物理學家，那我應該把討論轉向以自由能來代替，它是在此文中更相似的觀點。但這個專業術語字面上似乎很接近能量，使普通讀者誤會其間的差別。
這被認為是生命形式與其它物質組織的區分。依此說明，雖然生命的動態可以主張它違反熱力學第二定律：孤立系統的熵增趨勢，但在任何方式上它不會與這項定律衝突或使之無效，因為熵只增加或保持不變的原則，僅適用於一個絕熱的封閉系統，也就是說沒有熱量可以進入或離開這系統。當系統能夠和環境交換熱或物質時，這個熵減少的系統和第二定律是完全兼容的。生命體系和第二定律反向，其組織增加的問題被稱為薛丁格悖論。
1964年美國宇航局邀請一組科學家，為既定的太空任務製造一理論的生命搜索系統，應用於尋找火星生命，詹姆斯·拉夫洛克(James Lovelock)是其中一位。他思考這個問題“我們怎麼可以肯定是火星生命，如果有的話，由對地球的生命形式檢測而顯示出來？”，亦即基本問題是：“生命是什麼，應該怎樣去識別出來？”他與一些噴氣推進實驗室的同事，談到他怎樣才能尋找火星生命的問題。而洛夫洛克回應說：
我想尋找一個熵減少的徵兆，因為這是生命必須有的一般跡象。
因此依其所說，找到生命跡象，必須尋找一種“減少或熵的逆轉”方式。

## 吉布斯能和生物演化
近年來，關於熵演化的熱力學解釋已開始運用吉布斯能的概念，而不是熵。因為地球上的生物過程，存在於大致恆定的溫度和壓力下，其中，吉布斯能是一個可表達熱力學第二定律，特別有用的方式。由下式給出吉布斯能：
{\displaystyle \Delta G\equiv \Delta H-T\Delta S\,}
最小化的吉布斯能是一個能量最低原理的形式，從封閉系統的熵最大化原則延伸出來。此外，轉化形式的吉布斯能方程，在能量平衡公式中包括了化學勢表示，可用於開放式系統。1982年由知名美國生物化學家阿爾伯特（Albert Lehninger），所撰寫流行的教科書《生物化學原理》，認為當細胞生長和分裂過程時，其內部所產生的秩序，更多於他們在周遭環境中製造的無序所彌補的。
總之，依阿爾伯特，“生物保持他們內部的秩序，從取用環境中以養分或陽光形式存在的自由能，並排出和自由能相等數量的熱和熵，到其周圍外。”
同樣的，從化學家約翰·艾弗里（ John Avery） 2003年出版的《信息理論與進化》，我們發現其中說明了生命現象，包括它的起源和演化，以及人類文化的演進，有其熱力學、統計力學和信息論的背景基礎。
在熱力學第二定律，和生命系統所產生的高度秩序和複雜性之間，（明顯）的矛盾，依照艾弗里，“從外在來源進入到生物圈的吉布斯能，其中的信息內容”有其解答。由非平衡開放系統連結的第二定律方程，可以直接數理地推導出，負責這樣局部增加秩序的自然選擇過程。

## 熵與生命起源
將熱力學第二定律應用在生命的起源上，相對於生命的進一步發展，是更為複雜的問題。因為最初的生命形式如何產生，沒有“標準模式”；只有一些待選的假說。這是在無生源的研究領域內，隱涵了達爾文化學演化之前的發展。1924年，亞歷山大·奧帕林（Alexander Oparin）認為原生湯提供了充分的能量。比利時科學家普里高津（Ilya Prigogine）在這領域的分析，榮獲1977年諾貝爾獎。生命出現的機率是一個相關的主題，某些研究已經在進行，例如，羅素杜利特爾（Russell Doolittle）的範例。

## 熵與在宇宙中尋找生命
2013年 Azua-Bustos 和 Vega 認為無論地球上和宇宙它處的，可設想的生命形式類型，在共通的屬性上應該是，從它的周遭獲得自由能然後消耗這個能量用來降低他們內部的熵。因為熵被用來量化系統中的紊亂程度，任何想像的生命形式，其有序程度必須比他們的環境更高。這些作者發現，只需要數學的碎形分析，就可很容易地衡量一個生命過程，其結構複雜性的程度（此即為熵），把它和非生命的環境差異區隔出來。這種方法可根據附加各種熵差的資料集合（形態，顏色，溫度，pH，同位素組成等），搜尋出太陽系或新發現系外行星上的未知生命形式。

## 其他術語
將近一世紀半，從克勞修斯的回憶錄開始，很多寫作和研究一直致力於闡明熱力學熵和生命演化之間的關係。物理學家薛丁格針對生命以負熵為食的論點，他提出“有機活體如何避免衰敗？”答案顯然是：“通過吃喝，呼吸和（植物的情況下）吸收。”最近的著作使用吉布斯能的概念來闡述這個問題。從養分取得能量以維持生物體的秩序是必要的，薛丁格也預知：“有機體對於集中本身秩序的流，而避免衰變成混亂的原子，是一種令人驚奇的天分 - 從適當的環境中擷取有序 - 似乎與不規律固態的存在相連接...” 我們現在已知所謂的不規律晶體是DNA，而不規律排列是信息的形式。“細胞核的DNA中包含了軟體的主要拷貝，一式兩份。這軟體似乎由 指定一算法或一組指令，用來創造並維護含有細胞的整個有機體 來控制。” DNA等大分子確定一個有機體的生命週期：出生，成長，成熟，衰退和死亡。養分是必要的但不足以解釋規模的增長，而基因才是決定性的因素。某些時候生物合理的衰退死亡，即使環境中仍然含有充分維持生命的養分。控制因素必須是內部的，而不是如同外生變數的營養物質或陽光。生物繼承了創造獨特複雜的生物結構的能力；這些能力不太可能在每一代之間重複發明或由教導而得。因此 DNA也被當作是這個特點起作用的主因。應用第二定律的玻爾茲曼觀點，觀察到生物有序的現象，從一個更可能發生，更少秩序的和高熵量排列的狀態，變成低概率、更有序和低的熵量，像是已知 DNA 的函數作用。DNA 明顯的信息處理功能，解決了生命與第二定律要求熵的矛盾。
演化相關的概念：
- Negentropy－ 口語上對負熵（negative entropy）速記短語。

- Ectropy－ 衡量動態系統做有用的功，更有組織的成長的發展趨勢。

- Extropy－ 定義為生命或系統組織的程度隱喻，包括了智能，功能性秩序，活力、能量、生命、經驗，能力和為了改善成長的驅動。

- 生態熵（Ecological entropy）－ 生態學研究的物種多樣性。

赫爾辛基大學的威樂凱拉（Ville Kaila）和阿爾托（Arto Annila）在英國皇家學會A.，發表一篇題為“Natural selection for least action”的研究，描述如何將熱力學第二定律寫成一個說明演化的運動方程，呈現了以化學熱力學的術語來表達自然選擇，和最小作用量原理的連結。這個觀點認為，演化探索可能的路徑，以平整化能量密度中的差異，使熵增加最為迅速。因此，生物體作為一種能量傳遞機構，以及有效益的突變，讓接續的生物體可傳送其環境中更多的能量。

## 異論
由於熵是作為平衡系統的定義，已有議論反對將源自第二定律定義的熵擴展到生物系統上，尤其涉及到使用它以支持或質疑演化論。生命和宇宙中許多的系統和流程，多數狀態的確會遠離均衡，當第二定律卻簡單指出孤立系統的演變均會朝向- 最大熵的狀態- 熱力學平衡。
另一方面，（1） 生命系統無法在隔絕狀態下生存 （2）熱力學第二定律沒有要求以最短路徑轉化熵的自由能條件：生物活體從太陽光或富含能量的化合物吸收能量，最後這些能量部份轉變成回到環境中的熵（熱和低自由能的化合物，例如水和二氧化碳）。

## 延伸閱讀
- （英文） Schneider, E. and Sagan, D. （页面存档备份，存于） (2005).  Into the Cool: Energy Flow, Thermodynamics, and Life （页面存档备份，存于）. University of Chicago Press, Chicago. ISBN 9780226739366
- （英文） La Cerra, P. (2003). "The First Law of Psychology is the Second Law of Thermodynamics: The Energetic Evolutionary Model of the Mind and the Generation of Human Psychological Phenomena". Human Nature Review, Volume 3: 440–447. Full text （页面存档备份，存于）.
- （英文） Moroz, A. (2011). The Common Extremalities in Biology and Physics （页面存档备份，存于）. Elsevier Insights, NY. ISBN 978-0-12-385187-1